# Dalton-in-Furness
Dalton-in-Furness est une petite ville d'environ 7 800 habitants au nord-est de Barrow-in-Furness, en Cumbria province du nord-ouest de l'Angleterre.
Historiquement, c'était la capitale du Furness, péninsule de Cumbria. L'ancienne paroisse de Dalton a couvert le secteur qui est maintenant occupé par la Ville de Barrow-in-Furness.

## Personnalités liées à la ville
La ville est associée à un certain nombre d'artistes célèbres. Elle a vu la naissance de George Romney en 1734 et plus récemment de Richard T. Slone (en) en 1974.
Le footballeur international anglais Tommy Johnson (1900-1973), y est né.